# Zipser Freibrief

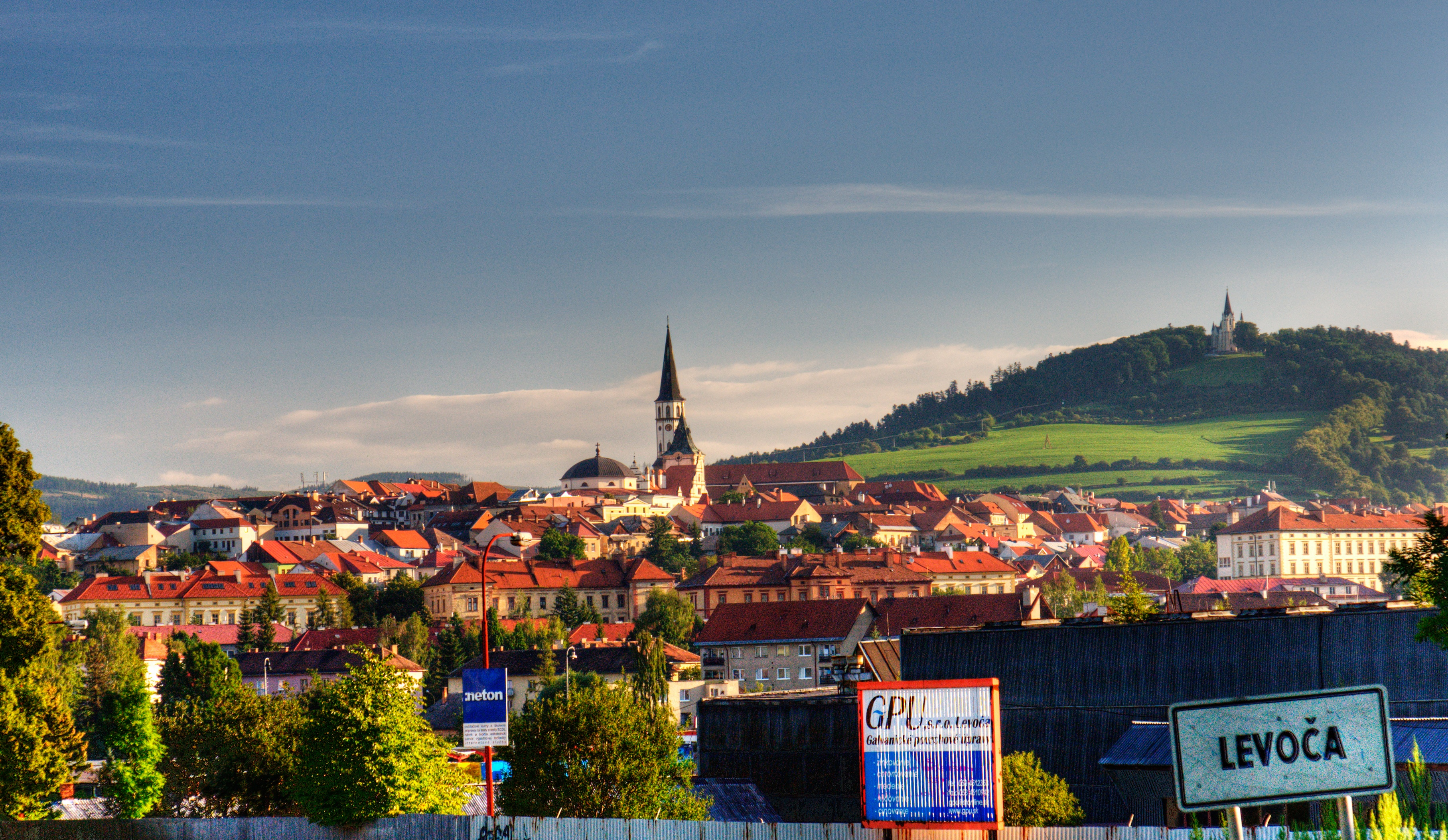
Levoča (Leutschau) a fost capitala sașilor țipțeri respectiv a fostului comitat Szepes/Zips din Ungaria de Sus, Regatul Ungariei în Evul Mediu.

Zipser Freibrief reprezintă carta, bula sau hrisovul sașilor țipțeri (în germană Zipser Sachsen), colonizați în Evul Mediu (mai precis Evul Mediu Clasic) în regiunea istorică Spiš (în germană Zips), fostul comitat Szepes, Ungaria de Sus, Regatul Ungariei, astăzi Slovacia, a fost un document legal medieval oferit în anul 1271 de regele Ștefan al V-lea al Ungariei acestei comunități germanofone (care reprezintă un grup constitutiv al germanilor carpatini de asemenea). Acest document medieval este similar cu Diploma andreană a sașilor transilvăneni. Prin această cartă, țipțerilor li s-au dat drepturi legale de la monarhul maghiar de a își alege proprii judecători, preoți sau landgravi (i.e. conți sau greavi).
Împreună cu Zipser Willkür, Zipser Freibrief a garantat o perioadă lungă de prosperitate economică și culturală regiunii istorice Spiš/Zips. Totodată, Zipser Freibrief a reprezentat nu numai o lege medievală de autoguvernare extinsă (sau autonomie locală) ci și o cartă care protejează drepturile unei minorități naționale din fostul regat arpadian/maghiar. Zipser Freibrief garanta drepturi extinse (i.e. privilegii) asupra dezvoltării economice a așezărilor țipțerilor în ceea ce privește vânătoarea sau pescuitul. Astfel, orașele locuite de țipțeri în trecut în Slovacia de astăzi (e.g. Spišská Belá) primeau prin Zipser Freibrief o serie de drepturi orășenești. Inițial, au fost 24 de orașe care au fost fondate de coloniștii țipțeri în regiunea istorică Spiš din Slovacia de astăzi între secolele al XII-lea și al XIII-lea. În secolul al XIV-lea, aceste orașe au format împreună o ligă, uniune sau asociație (germană Der Bund der 24 Zipser Städte, latină XXIV regium civitatum fraternitas) care beneficia de drepturi autonome conferite de regele maghiar. În același timp, această ligă sau asociație era o alianță militară, politică și economică loială monarhului maghiar.

## Sumarul privilegiilor și responsabilităților din Zipser Freibrief
Carta, bula sau hrisovul Zipser Freibrief avea următoarele privilegii conferite comunității de țipțeri de către coroana maghiară:
- Scutire de la vasta majoritate a taxelor, impozitelor sau anumite taxe vamale pentru noii coloniști germani sau vorbitori de limbă germană din Europa de Vest (i.e. valoni, flamanzi sau luxemburghezi);
- Coloniștii erau încurajați să se așeze în regiunea Zips fără restricții;
- Coloniștii aveau voie să aibă propriile legi sau drepturi orășenești;
- În mod colectiv, țipțerii aveau să plătească taxe doar monarhului maghiar.

În schimbul acestor privilegii, coloniștii aveau următoarele îndatoriri:
- Trebuiau să se ocupe de minerit;
- Trebuiau să se ocupe de agricultură, aducând tehnologii noi în acest domeniu;
- Trebuiau să protejeze zonele de graniță ale regatului arpadian/maghiar;
- Trebuiau sau se ocupe de urbanizarea regiunii, construind centre urbane similare cu cele din Europa Centrală și de Vest (i.e. din regiunile lor native sau de proveniență) în proximitatea Munților Tatra Mare (germană Hohe Tatra);
- Trebuiau să dezvolte economic și cultural regiunea Zips.